# Unai Dorronsoro
José María Dorronsoro Ceberio, conocido como Unai Dorronsoro (Atáun, Guipúzcoa, 4 de noviembre de 1941) fue uno de los seis condenados a muerte en el célebre proceso de Burgos.

## Biografía
Hijo de una familia vascófona, es hermano de Ione Dorronsoro y cuñado de Xabier Izko de la Iglesia. Fue seminarista hasta 1965, militó en ETA y fue detenido el 7 de diciembre de 1968. En diciembre de 1970 fue condenado a muerte por un tribunal militar en el primer proceso de Burgos, acusado del asesinato de Melitón Manzanas. Sin embargo, esta pena le fue conmutada por cadena perpetua gracias a la presión internacional y las movilizaciones populares. Con la amnistía general de 1977 fue extrañado un tiempo en Bélgica. Cuando regresó, en julio de 1977, comenzó a militar en Euskadiko Ezkerra, pero después ingresó en el Movimiento Comunista de Euskadi (EMK). Trabajó en una fábrica y renegó de su pasado en ETA como Teo Uriarte, Mario Onaindia, Xabier Izko de la Iglesia y Xabier Larena.